# FK Pelister

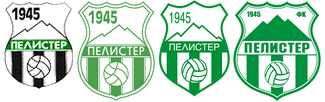
Vývoj klubového loga

FK Pelister (makedonskou cyrilicí ФК Пeлистер) je severomakedonský fotbalový klub z města Bitola, který byl založen roku 1945. Své domácí zápasy hraje na stadionu Tumbe Kafe s kapacitou 8 000 diváků. Klubové barvy jsou zelená a bílá.

## Úspěchy
Severomakedonský fotbalový pohár
- 1 × vítěz (2000/01)[2]